# Die Tage, die ich mit Gott verbrachte
Die Tage, die ich mit Gott verbrachte ist ein 2016 im Verlag Antje Kunstmann erschienenes Buch des Schriftstellers und Journalisten Axel Hacke. Es erzählt aus der Ich-Perspektive Gespräche und Erlebnisse, die ein Münchner Mann mit Gott hat. Die Illustrationen des Buches stammen von Michael Sowa.

## Inhalt
Während seiner Mittagspause wird ein Mann plötzlich von einem älteren Herrn von der Parkbank geschubst. Dadurch rettet der ihm das Leben, da wenige Augenblicke später ein Globus aus einem Fenster geworfen wird, der die Parkbank trifft. Durch dieses Ereignis kommen die beiden Männer ins Gespräch. Bei verschiedenen Spaziergängen durch München zeigt der ältere Herr seine Fähigkeiten; so lässt er eine steinerne Löwenskulptur an der Feldherrnhalle durch einen brennenden Reifen springen oder Wolken aus dem Nichts entstehen. Dadurch wird dem Mann klar, dass sein Begleiter Gott ist. Dieser berichtet vom Urknall, von anderen Welten, die er erschaffen hat, aber auch von Selbstzweifeln, die an ihm nagen, und von der Einsamkeit, die er über die Jahrtausende erlebt hat. Die philosophischen Gespräche und die skurrilen Ereignisse behält der Mann für sich, da er vermutet, dass seine Familie ihm nicht glauben wird. Zumal er seit einigen Jahren einen ca. 25 cm großen „Büro-Elefanten“ sieht, den aber sonst niemand wahrnimmt. Gott bemerkt, dass der Mann immer noch um seinen verstorbenen Vater trauert, da er dessen Uhr seit dem Tod nicht mehr aufgezogen hat. Gott gewährt dem Mann einen Blick auf seinen Vater und wirft ihm die alte Uhr zu.
Als der Mann und Gott später in einem Café sitzen, erschafft dieser mithilfe eines Dirigentenstabs eine neue Welt. Zufrieden damit verabschiedet sich Gott von dem Mann. Der „Büro-Elefant“ schnappt sich mit seinem Rüssel den Taktstock und gibt ihn dem Mann. Dieser legt ihn an die Stelle im Büro, an der bislang die Uhr seines Vaters stand.

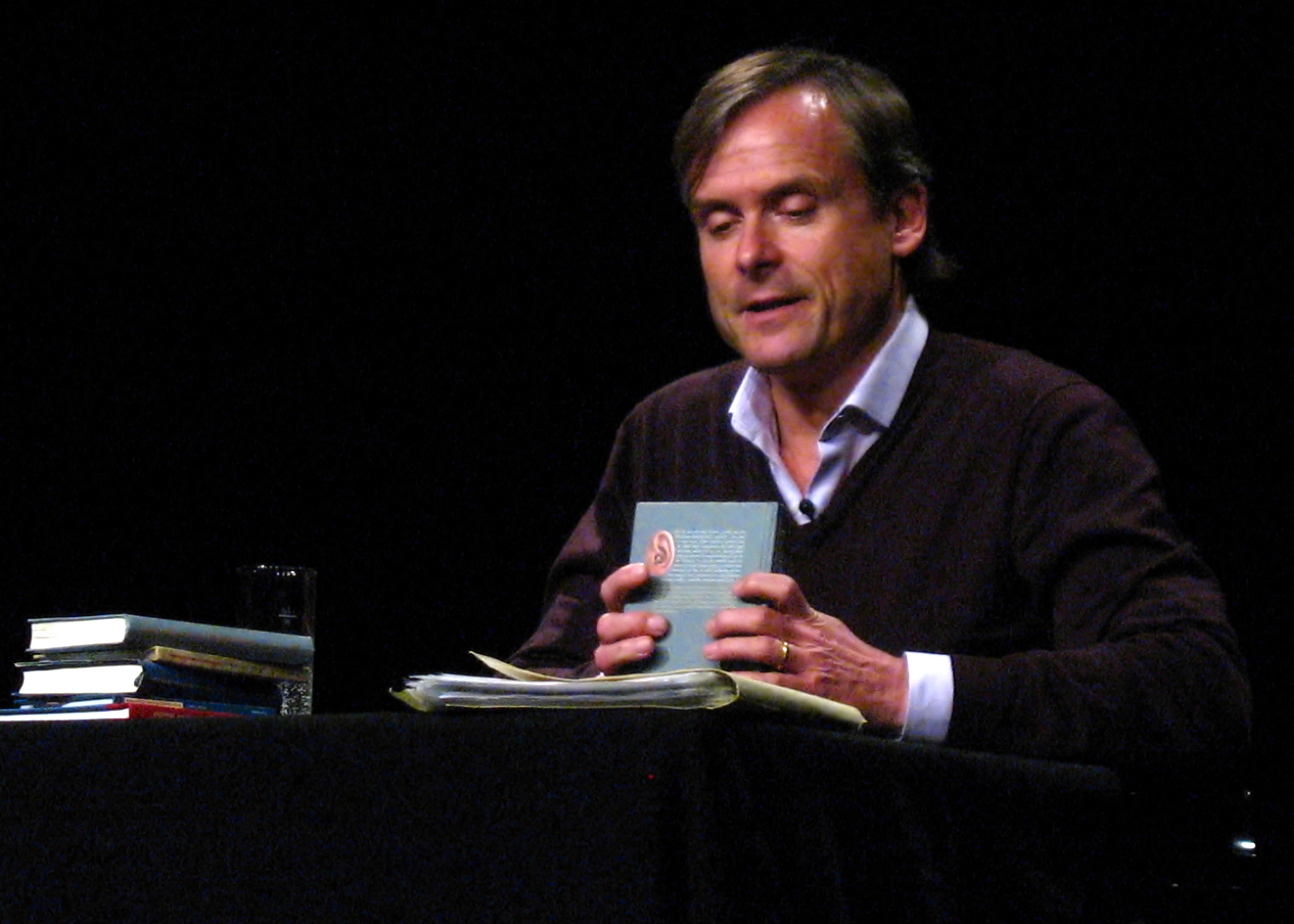
Axel Hacke, 2009

## Kritik
„Ein wenig erinnert das Buch an Antoine de Saint-Exupérys ‚Der kleine Prinz‘. Es werden Traumwelten aufgeblättert und zugleich mit scheinbarer Naivität von den letzten und wichtigsten Dingen des Lebens gesprochen“

„Gott gibt seinen größten Fehler zu: Dass das menschliche Leben mit der Geburt beginnt, zu immer größerer Anhäufung von Wissen, Können Gefühl, Zartheit und Witz führt - und dann brutal ausgelöscht wird. Eine Idiotie, gesteht er ein. (...) Das könnte lebenshilfemäßig banal klingen, aber in Axel Hackes phantastischer und von Michael Sowa wunderschön imaginierter Bilderwelt wirkt der Besuch des Schöpfers in seiner Schöpfung vor allem menschlich und charmant.“